# SN 1974A
SN 1974A – niepotwierdzona supernowa odkryta 28 stycznia 1974 roku w galaktyce NGC 4156. W momencie odkrycia miała maksymalną jasność 20,00m.